# Chiesa dei Santi Pietro e Paolo (Funes)
La chiesa dei Santi Pietro e Paolo è una chiesa ubicata a Funes, nella frazione di San Pietro: è sede parrocchiale.

## Storia e descrizione

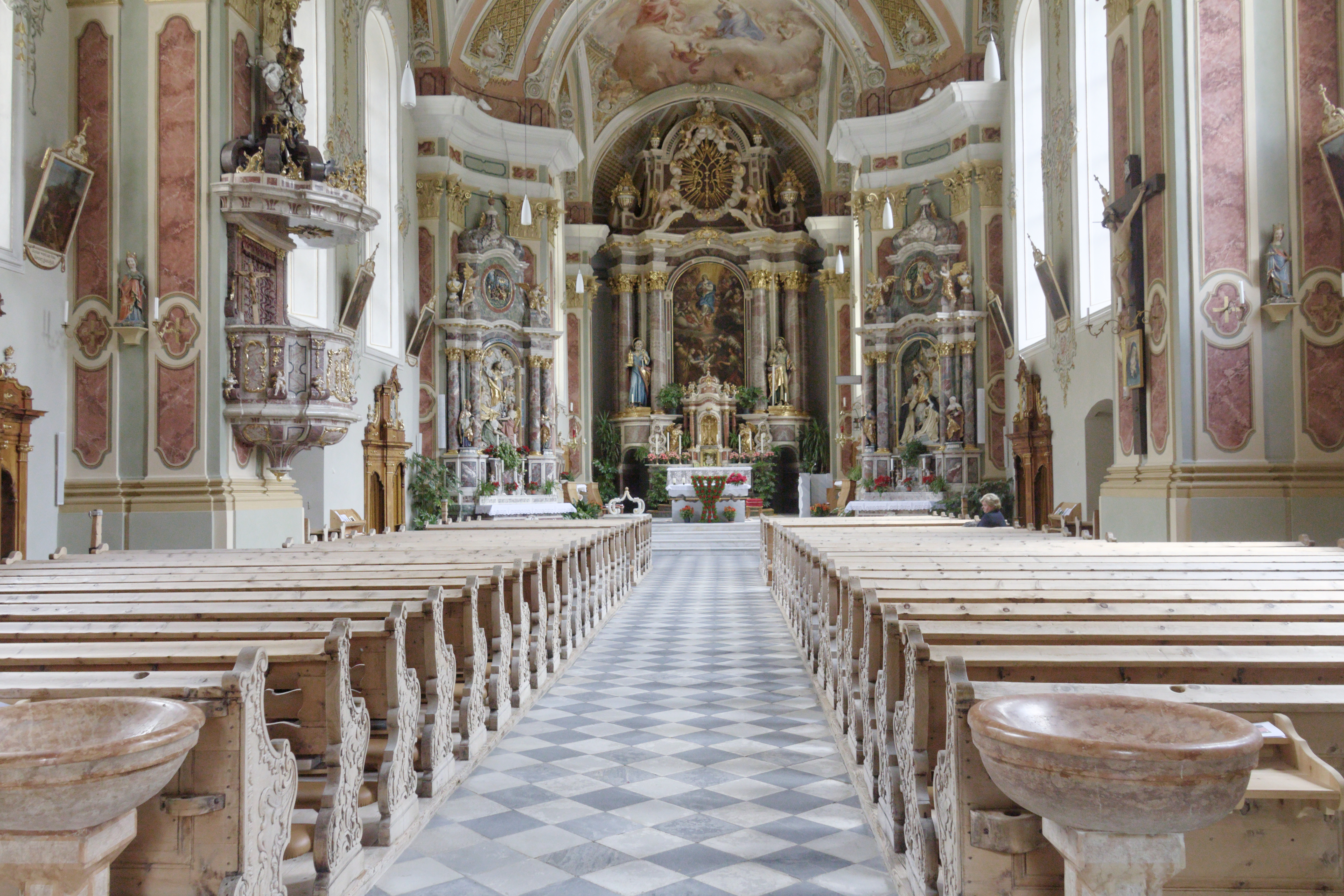
L'interno

Una primitiva chiesa era già citata in alcuni documenti del 1058. Grazie alle offerte dei fedeli, come riportato in un'iscrizione posta sull'arco trionfale del coro, successivamente, nel 1795, la chiesa venne riedificata, su progetto di Matthäus Wachter. Nel 1905 si ebbero dei lavori di restauro, che diedero alla struttura un aspetto barocco.
Internamente la chiesa si presenta a navata unica. Prima del presbiterio, sono posti, su entrambi i lati, due altari: quello sulla destra ospita la statua della Madonna del Rosario mentre quello sulla sinistra custodisce la statua del Cuore di Gesù con angeli dormienti e putti entrambe di Alois Peskoller. Sull'altare maggiore, realizzato in scagliola, è posto il dipinto Assunzione di Maria di Matthias Pussjäger con ai lati le statue di San Pietro e San Paolo. Gli affreschi della cupola sono opera di Joseph Schöpf. Il fonte battesimale risale al XIII secolo e proviene probabilmente dalla vecchia chiesa.
Il campanile è stato costruito nel 1897 ed ha un'altezza di 65 metri con all'interno sei campane. Esternamente alla chiesa, oltre al cimitero, due edicole votive: una dedicata a san Pietro, l'altra a Nostra Signora di Lourdes.